# Gladiator 2
Gladiator 2 és una pel·lícula d'acció històrica èpica dirigida i coproduïda per Ridley Scott. És la seqüela de Gladiator (2000), i va ser escrita per David Scarpa a partir d'una història que va escriure amb Peter Craig. És protagonitzada per Paul Mescal, Pedro Pascal, Connie Nielsen i Denzel Washington. La mateixa Nielsen i Derek Jacobi repeteixen els seus papers de la primera pel·lícula. El film va ser produït per Scott Free Productions en associació amb Red Wagon Entertainment i Parkes+MacDonald Image Nation per a Paramount Pictures i Universal Pictures. La història segueix en Luci, l'antic hereu de l'Imperi Romà, que esdevé gladiador després que la seva llar fos envaïda per l'exèrcit romà, dirigit pel general Marc Acaci, durant el regnat dels coemperadors Caracal·la i Geta. S'ha doblat al català.
Ja el juny de 2001 es va parlar d'una seqüela de Gladiator, amb David Franzoni i John Logan tornant a ser-ne els guionistes. Durant els anys següents, Scott va oferir actualitzacions ocasionals, inclosa la possible implicació de l'actor principal de la pel·lícula original, Russell Crowe, juntament amb idees argumentals sobre la mort romana i diferents períodes històrics. El desenvolupament es va aturar quan DreamWorks va vendre els drets de la propietat a Paramount el 2006. La pel·lícula es va anunciar finalment el 2018 i Mescal va ser elegit per al paper principal el gener de 2023, amb un guió d'Scarpa. La resta del repartiment es va incorporar durant els mesos vinents. El rodatge va tenir lloc entre juny de 2023 i gener de 2024, amb una pausa de cinc mesos a causa de les disputes laborals de Hollywood de 2023.
Gladiator 2 es va estrenar al Regne Unit el 15 de novembre de 2024 i als Estats Units el 22 de novembre. Una seqüela, Gladiator 3, es troba en les primeres etapes de desenvolupament.

## Producció
Diversos escultors varen participar en la creació dels sets de rodatge. A Malta, l'escultor català Eudald de Juana, juntament amb Gavin Fulcher, va crear una copia de 5 metres d'alçada de l'August de Prima Porta.